# 達布尼 (北卡羅萊納州)
達布尼（英語：Dabney）是位於美國北卡羅萊納州萬斯縣的非建制地區。

## 歷史
達布尼的郵局於1883年設立，其後於1935年停運。

## 地理
達布尼所處的海拔為高於海平面167米（即548英呎），而該地所採用的時區為UTC-5，即北美东部时区（EST）。同時該地設有夏令時間，為UTC-5調快一小時，即UTC-4（EDT）。